# Рака (озеро)
Ра́ка (бел. Ра́ка) — озеро в Браславском районе Витебской области. Относится к бассейну реки Друйка. Расположено в 5 км в западном направлении от города Браслав. Входит в группу Браславских озер и находится на территории Национального парка «Браславские озера».

## Описание
Площадь зеркала 0,83 км² (по другим данным - 0,77 км²), длина 3 км, наибольшая ширина 0,76 км, максимальная глубина 17 м, длина береговой линии около 7,3 км. Объем воды около 4,87 млн м³, площадь водосбора около 116 км².
Озеро расположено в грядисто-холмистой, поросшей редколесьем и кустарником, местности. С западной и северной стороны находятся обширные лесные массивы, где произрастает малина, земляника и лесной орех. Котловина озера вытянута с северо-востока на юго-запад и состоит из двух плёсов. Южный плёс имеет глубины до 17 м, максимальная глубина находится примерно в 0,22 км на северо-восток от места впадения ручья из озера Мизеришки. Северный плёс вытянутый, с глубинами до 12,2 м. Берега в основном высокие (на севере озера низкие, заболоченные) поросли кустарником и редколесьем. Дно илистое, в прибрежной части песчаное. Зарастает незначительно.
В озеро впадает несколько ручьёв из озёр Буже, Мизеришки и Рожево, в озеро Дривяты вытекает ручей Рака.
В Раке обитают лещ, судак, щука, плотва, густера, линь, красноперка, окунь и другая рыба. В 2008 году зарыблялось щукой.Организовано платное любительское рыболовство. Озеро относится к республиканским рыболовным угодьям.
Рядом с озером расположены деревни Зарачье, Ельно, Пузыри, Пушкарики, Майшули.